# 許耀云
許耀云，（1984年6月24日—）台灣的新聞主播，畢業於慈濟大學傳播學系。現任壹電視新聞台《壹電視午間新聞》主播。

## 學歷
- 慈濟大學傳播學系

## 經歷
- 大愛新聞教育線記者、氣象主播
- 三立新聞教育線記者、氣象主播、兼任主播
- 年代新聞台 2014年世界盃足球賽主播、主持人
- 壹電視新聞台記者、氣象主播、主播、主持人

## 曾主播過或主持過的節目
| 時間                                        | 頻道         | 節目                   | 備註               |
| 時間待查                                    | 三立新聞台   | 《整點新聞》           | 主播               |
| 時間待查                                    | 三立新聞台   | 《晨間新聞》           | 氣象主播           |
| 時間待查                                    | 年代MUCH台   | 《2014年世界盃足球賽》 |                    |
| 時間待查                                    | 壹電視新聞台 | 《體育週報》           | 主持人             |
| 時間待查                                    | 壹電視新聞台 | 《壹早報》             | 主播               |
| 時間待查                                    | 壹電視新聞台 | 《壹早報》             | 氣象主播           |
| 時間待查                                    | 壹電視新聞台 | 《整點新聞》           | 主播               |
| 2016年12月-2020年7月17日 2021年5月24日-至今 | 壹電視新聞台 | 《壹電視午間新聞》     | 主播               |
| 2020年7月20日－2021年5月                    | 壹電視新聞台 | 《超前午報》           | 主播               |
| 時間待查                                    | 壹電視新聞台 | 《壹夜新聞》           | 主播               |
| 時間待查                                    | 壹電視新聞台 | 《PM10點靈》           | 代班主播           |
| 時間待查                                    | 壹電視新聞台 | 《晚間新聞》           | 主播               |
| 時間待查                                    | 壹電視新聞台 | 《晚間新聞》           | 氣象主播           |
| 2014年8月2日－2016年7月30日                 | 壹電視新聞台 | 《娛樂壹級棒》         | 主持人             |
| 2023年4月1日                                | 壹電視新聞台 | 《主播凹鬥中》         | 代班主持人，第25集 |

## 外部連結
- 主播介紹 （页面存档备份，存于）
- 許耀云的Facebook專頁
- 許耀云的Instagram帳戶